# How Will I Know
〈How Will I Know〉是美國女歌手惠妮·休斯頓在1985年11月22日所發行的單曲，它在美國流行單曲榜（Billboard Hot 100）、節奏藍調單曲榜（Hot R&B/Hip-Hop Songs）以及抒情榜（Adult Contemporary）都摘下冠軍，成為惠妮·休斯頓第2首全美冠軍單曲。〈How Will I Know〉在英國單曲榜獲得第5名。

## 歌曲資料

### 收錄
〈How Will I Know〉是惠妮·休斯頓在1985年2月發行的首張個人錄音室專輯《惠妮·休斯頓》（英語：Whitney Houston）中推出的第三首單曲，前兩首推出的單曲為〈You Give Good Love〉（第3名）和〈Saving All My Love for You〉（第1名）。

### 簡介
〈How Will I Know〉這首節奏分明的輕快舞曲原本並不是要給惠妮·休斯頓的，詞曲作者George Merrill和Shannon Rubicam表示這首歌當初是為珍娜·傑克森量身訂做，但作者之一同時也是歌曲製作人納瑞達·麥可華登（Narada Michael Walden）卻認為它也蠻適合由惠妮·休斯頓來唱，在經試唱之後，唱片公司高層以及歌曲作者都一致同意將這首歌曲交由惠妮·休斯頓來詮釋，沒想到它竟成了冠軍單曲。而惠妮·休斯頓和製作人納瑞達·麥可華登而因此結識，當時納瑞達·麥可華登也僅是新手製作人，但他看到了惠妮·休斯頓在詮釋動感歌曲這方面的潛能，Arista唱片公司的總裁克萊夫·戴維斯（Clive Davis）遂直接點名要納瑞達·麥可華登擔任惠妮·休斯頓下一張專輯的製作人。

### 成績
挾帶著惠妮·休斯頓的超旺人氣，〈How Will I Know〉從進入告示牌單曲榜後名次一路往上攀升，在1986年2月15日登上單曲榜榜首，成為惠妮·休斯頓第2首全美冠軍單曲。〈How Will I Know〉在蟬連兩週冠軍之後成績始往下滑，它在單曲榜內一共待了24週之久。〈How Will I Know〉除了摘下了流行單曲榜的冠軍之外，在節奏藍調單曲榜以及抒情榜也都摘下冠軍，單曲銷售更突破50萬張成為金單曲。〈How Will I Know〉在告示牌1986年年終單曲排名中名列第6名。
〈How Will I Know〉在英國單曲榜也進入了前十名，最高成績為第5名。
在2012年惠妮·休斯頓驟逝之後，〈How Will I Know〉曾短暫回升告示牌單曲榜內，最高名次回到第49名。

## 資料來源
1. ↑  .   [2015-03-22]. （原始内容存档于2015-09-19）.
2. ↑  .   [2015-03-22]. （原始内容存档于2015-05-01）.
3. ↑  .   [2015-03-22]. （原始内容存档于2015-06-15）.
4. ↑  .   [2015-03-22]. （原始内容存档于2015-01-05）.
5. ↑  .   [2015-03-22]. （原始内容存档于2016-03-29）.
6. ↑  .   [2015-03-22]. （原始内容存档于2015-04-11）.
7. ↑  .   [2015-03-22]. （原始内容存档于2015-04-02）.